# 潜空间 (机器学习)
潜空间（Latent Space）也被称为潜特征空间或嵌入空间，是一组元素在流形内的嵌入，相似的元素在潜空间内的距离较小。潜空间中的位置由一组潜变量定义，这些潜变量产生于元素间的相似性。
大多数情况下，潜空间的维度都要设定得低于数据点特征空间的维度，意味着潜空间的构建实际上是降维，也可看作是数据压缩的一种形式。潜空间通常通过机器学习进行拟合，然后可被用作机器学习模型的特征空间，包括分类器等监督预测器。
对机器学习模型潜空间的解释是一个活跃的研究领域，但很难实现。由于机器学习模型的黑箱性质，潜空间可能是完全不直观的。此外，潜空间往往是高维、复杂、非线性的，进一步增加了解释的难度。一些可视化技术用于将潜空间展现出来，但潜空间的解释和模型本身往往没有直接联系。这类技术包括t分布随机邻域嵌入（t-SNE），其中潜空间被映射到二维以实现可视化。潜空间中的距离难以用物理单位表达，所以对距离的解释取决于具体应用。
有许多算法可在给定一组数据项和一个相似性函数的情况下创建潜空间嵌入。